# Taktsé
Le dzong ou château de Taktsé (tibétain : སྟག་རྩེ, Wylie : stag-rtse), ou encore palais de Chingwa Taktsé (tibétain : ཕྱིང་བ་སྟག་རྩེ་རྫོང, Wylie : phying-ba stag-rtse rdzong, THL : chingwa taktsé dzong ; chinois : 青瓦达孜宫 ; pinyin : qīngwǎ dázī gōng), se trouve sur le mont Chingwa Taktse (chinois : 青瓦达孜山 ; pinyin : qīngwǎ dázī shān), à Chingwa (tibétain : ཕྱིང་བ, Wylie : phying ba), ancienne capitale du Tibet, située dans le district de Chonggyä ( Wylie : ’Phyongs-rgyas). Sur ce même mont se dresse le monastère gelugpa de Riwo Dechen, comportant un grand mur à thangka. 
Selon la légende, le dzong fut la demeure des rois du Tibet avant que Songtsen Gampo (604–650) ne déplace son administration  à Lhassa. Il fut plus tard le lieu de naissance du Lobsang Gyatso, 5e dalaï-lama (1617 – 1682).
Cette fortification a été photographiée en 1949 par le diplomate de la couronne britannique Hugh Edward Richardson, et alors représentant de la Mission de l'Inde à Lhassa et est actuellement en ruine.
Le monastère de Riwo Dechen, partiellement en ruine est reconstruit à partir de 1985. Chongye est le lieu où se trouvent les tombes des premiers rois du Tibet, dans ce que l'on appelle la vallée des rois.